# Sainte-Marie-la-Robert
Sainte-Marie-la-Robert – miejscowość i gmina we Francji, w regionie Normandia, w departamencie Orne.
Według danych na rok 1990 gminę zamieszkiwały 84 osoby, a gęstość zaludnienia wynosiła 15 osób/km² (wśród 1815 gmin Dolnej Normandii Sainte-Marie-la-Robert plasuje się na 802. miejscu pod względem liczby ludności, natomiast pod względem powierzchni na miejscu 832.).